# 女優メリー
『女優メリー』（じょゆうメリー、Mary of the Movies）は、1923年に制作されたアメリカ合衆国の映画で、女優マリオン・マックの経歴を基にした半ば自伝的なコメディのサイレント映画。脚本は、マリオン自身と彼女の夫ルイス・ルウィン (Louis Lewyn) が手がけ、マックとクレイトン・ヘイルが主演した。ヘイルと、監督のジョン・マクダーモットは、それぞれフィクション化された自身の役を演じており、監督もマクダーモットが務めた。
この作品は、コロンビア・ピクチャーズが制作し、フィルム・ブッキング・オフィスが配給した。この作品は、ニュージーランドのンガー・タオンガ・サウンド・アンド・ビジョンに部分的なプリントが存在している。

## あらすじ
田舎娘のメリー（マック）は、スターになって金を稼ぎ、病気の弟の手術代を賄おうと、ハリウッドへやって来る。彼女は、たくさんの有名なスターたちと出会うが、なかなか仕事は得られない。しかし遂には、あるスターに似ていたことから道が開け、映画の配役を得る。...

## キャスト

### おもな配役
- マリオン・マック - メリー (Mary, the girl)[2][9]
- フローレンス・リー（英語版） - メリーの母
- メリー・ケーン (Mary Kane) - 妹
- ジャック・ペリン - 弟ジャック (Jack, her brother)
- ハリー・コルネリ (Harry Cornelli) - "レイト"・メイル、郵便屋 ("Lait" Mayle, the postman)
- ジョン・ゴフ (John Geough) - リール・S・テート、資産家 (Reel S. Tate, the squire)
- レイモンド・キャノン（英語版） - オズワルド・テート、上の息子 ( Oswald Tate, his son)
- レイ・ハンフォード (Ray Hanford) - 老人
- ローズマリー・クーパー (Rosemary Cooper) - ジェーン、エキストラの少女 (Jane, the extra girl)
- クレイトン・ヘイル - 本人役 (himself, the boy)
- フランシス・マクドナルド（英語版） - ジェームズ・セイラー、セールスマン (James Seiler, a salesman)
- ヘンリー・バロウズ (Henry Burrows) - プロデューサー (the producer)
- ジョン・マクダーモット (John McDermott) - 監督 (the director)

### 有名人のカメオ出演
- デイヴィッド・バトラー
- マージョリー・ドー（英語版）
- エリオット・デクスター（英語版）
- ルイーズ・ファゼンダ
- アレック・B・フランシス（英語版）
- ワンダ・ハウリー（英語版）
- レックス・イングラム
- J・ウォーレン・ケリガン
- バーバラ・ラ・マー
- エドワード・ルセイント
- ベッシー・ラヴ
- ダグラス・マクリーン（英語版）
- トム・ムーア（英語版）
- カーメル・マイヤーズ
- ザス・ピッツ
- ハーバート・ローリンソン
- アニタ・スチュワート
- エステル・テイラー
- ロースマリー・セビー（英語版）
- モーリス・ターナー（英語版）
- リチャード・トラヴァース（英語版）
- ジョニー・ウォーカー（英語版）
- ブライアント・ウォッシュバーン（英語版）

## 評価
この作品は、好評を得、興行成績も良かった。同じ年に発表された似た内容の映画『Hollywood』より、出来が良いと評された。